# Coi chừng, có động vật hoang dã trên tàu !
Coi chừng, có động vật hoang dã trên tàu!, hay Chuyến tàu chở hổ (tiếng Nga: Полосатый рейс/Polosatyy Reys) là một bộ phim hài hước của đạo diễn Vladimir Fetin, ra mắt lần đầu năm 1961.

## Nội dung
Một chiếc tàu du lịch của Xô Viết chở đầy hổ và sư tử đang trên hành trình vượt biển. Tuy nhiên, chú khỉ tinh nghịch đi ké lại mở tung các cửa lồng, giải phóng hết đám ác thú. Chúng nhanh chóng chiếm hết boong tàu, đẩy các thủy thủ vào thế khó. Duy chỉ có cô gái yêu động vật là Marianna dám đứng lên dẹp loạn. Trong phim có cảnh hổ đánh nhau với sư tử.

## Diễn viên

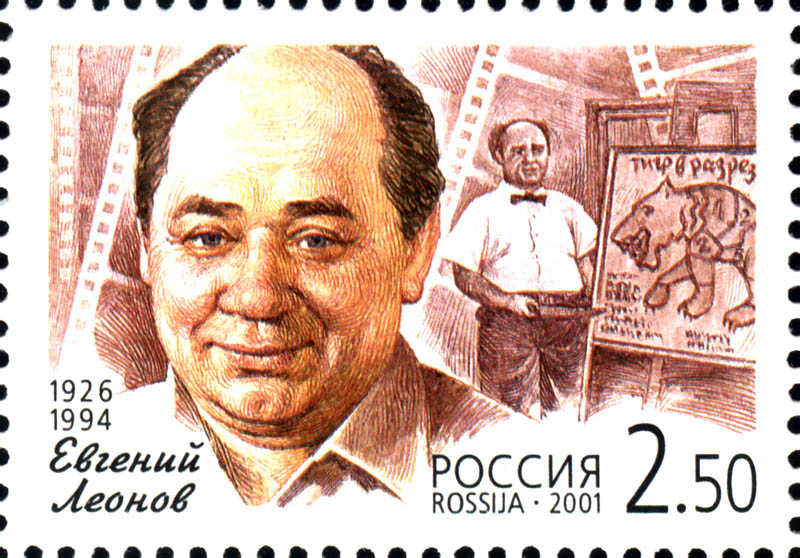
Почтовая марка 2001 года. Евгений Леонов и сцена из фильма «Полосатый рейс»

- Маргарита Назарова — Марианна, буфетчица на судне
- Евгений Леонов — Шулейкин, повар, вынужденный выдавать себя за дрессировщика
- Алексей Грибов — капитан судна
- Иван Дмитриев — старший помощник капитана
- Алексей Смирнов — Кныш, матрос на судне
- Владимир Белокуров — боцман
- Александр Бениаминов — иностранный укротитель-индус
- Николай Волков — агент
- Аркадий Трусов — кок на судне
- Вячеслав Сирин — Мотя
- Алексей Кожевников — радист
- Юрий Горобец — милиционер-регулировщик
- Александр Суснин — Сидоренко
- Николай Трофимов — штурман
- Алиса Фрейндлих — помощница Шулейкина в буфете цирка
- Василий Лановой — отдыхающий на пляже
- Олег Хроменков — матрос
- Владимир Граве
- Геннадий Ложкин
- Л.Прокопенко
- О.Жуков
- А.Рудин
- В.Хозин
- П.Алябин
- Лидия Доротенко — бегающая женщина в массовке на заднем плане
- В.Туркин
- Михаил Васильев — матрос